# Povești despre Matei Corvin
Povești despre Matei Corvin (în maghiară Mesék Mátyás királyról, în traducere Povești despre regele Matia) este un desen animat produs de Pannónia Filmstúdió în anul 1982.

## Personaje
- Matei Corvin

## Episoade
| #  | Titlu (maghiară)              | Titlu (română)       | Durată |
| -- | ----------------------------- | -------------------- | ------ |
| 1  | A cinkotai kántor             |                      | 7:16   |
| 2  | A három bakkecske             |                      | 6:17   |
| 3  | A kolozsvári bíró             | Judecătorul clujean  | 7:13   |
| 4  | Mátyás szolgái                | Slujitorii lui Matei | 6:33   |
| 5  | Egyszer volt Budán kutyavásár |                      | 7:49   |
| 6  | Az igazmondó juhász           |                      | 7:47   |
| 7  | Mátyás király Gömörben        |                      | 6:46   |
| 8  | Beatrix királyné tréfája      |                      | 6:49   |
| 9  | Mátyás kovács                 |                      | 7:38   |
| 10 | Furcsa látogatók              | Ciudații vizitatori  | 7:51   |
| 11 | A tök és a négy ökör          |                      | 7:28   |
| 12 | A nekeresdi bírók             |                      | 7:55   |
| 13 | A névnapi jóslat              |                      | 7:10   |

## Difuzare
În România acest serial a fost difuzat pe Minimax.